# Афанасьева, Анна Степановна
Анна Степановна Афанасьева (1900—1962) — советский деятель образования, депутат Верховного Совета СССР I—II созывов.

## Биография
Родилась в крестьянской семье, карелка.
В 1919—1930 годах, после окончания Петрозаводской учительской семинарии, работала учителем начальных школ в Кондопожском районе Карелии.
В 1930—1937 годах — инструктор отдела народного образования Кондопожского райисполкома, заведующая отделом культуры и пропаганды Кондопожского райкома ВКП(б). Член ВКП(б) с 1932 года.
В 1937—1940 годах — заместитель народного комиссара, народный комиссар просвещения Карельской АССР.
В 1940—1941 годах обучалась в Высшей школе парторганизаторов при ЦК ВКП(б).
В первые годы Великой Отечественной войны работала в Башкирской АССР.
В 1943—1951 годах — заведующая отделом школ ЦК КП(б) Карело-Финской ССР.
В 1951—1954 годах — заместитель председателя Госкомитета по делам культурно-просветительных учреждений, начальник Управления культурно-просветительных учреждений Министерства культуры Карело-Финской ССР.
С 1954 года работала в Петрозаводском библиотечном техникуме.